# Rubystar
Rubystar (Wit-Russisch: РубиСтар) is een Wit-Russische luchtvaartmaatschappij met thuisbasis in Minsk.

## Geschiedenis
Rubystar werd opgericht in 2002.

## Vloot
De vloot van Rubystar bestaat uit: (2009)
- 4 Antonov An-12 (EW-269TI, EW-275TI, EW-266TI, EW-265TI)
- 1 Mil Mi-26
- 1 Boeing 747-400F (EW-511TQ)